# 韓寶華
韓寶華（1878年10月21日—1930年1月16日），字劍青，浙江安吉（今湖州市安吉縣）人，原籍河南光山，中國近代教育家、政治家，國民黨左派人士。

## 生平
1878年10月21日，韓寶華出生於浙江省安吉縣小溪口鎮蝦㘰。韓原籍河南省光山縣鄒家窪，祖父韓宗義，父親韓炳寅（鐵山先生），都以耕讀傳家。韓父是光緒初年（約1875年）的監生，在老家教私塾，有兩兒一女，因入不敷出，攜妻子徐氏與長子國華、次子文化及女兒等遷至安吉，開墾荒田達百餘畝，後逐漸增加到約三百畝，成爲中等地主。韓寶華及幼弟歲華都出生在蝦㘰。:42
光緒二十三年（1897年），韓寶華補博士弟子員。
宣統年間，韓寶華創辦小溪口第一所初等小學堂安溪小學堂。
1909年，入浙江自治研究所学习，毕业后任安吉县议会议员。后又入浙江法政专门学校攻读法律，学成后任江苏、湖南高等审判厅书记官。1918年返浙后在杭州从事律师工作，平反多期冤案，一时声名大振。1921年当选省宪法会议议员。
1924年，經張繼等人介紹，加入中國國民黨，他奉行孫中山「聯俄、聯共、扶助農工」三大政策，是當時杭州較知名的左派人士。1925年，当选浙江省自治法会议代表，在当时与沈钧儒、褚辅成等被称为联省自治派。1926年，浙江省長夏超起義後兵敗被殺，在孫傳芳大肆搜捕革命黨人的形勢下，韓逃往江西，任北伐軍東路軍總參議，引東路軍進浙。
1927年，四一二事件爆發後，蔣介石大規模抓捕共產黨員和國民黨左派，張靜江出任浙江省主席。:45韓寶華因與中共浙江組織領導人一起開展反對張靜江主浙的活動，因此遭到軍警追捕，不得不逃離杭州。:45韓寶華先前往長興管埭鄉朋友家中避難，後又隱居安徽省廣德縣鄉下。:45最終因鄉下治安混亂，難以久居，在半年後遷居上海法租界尚賢里三號，:45閉門教子，以詩畫自娛，僅與經亨頤、楊杏佛、褚輔成、沈鈞儒等人保持來往。:45
1930年1月16日，韓寶華病逝。:46

## 外部鏈接
- 维基共享资源上的相關多媒體資源：韓寶華